# 겸지왕
겸지왕(鉗知王, ? ~ 521년 4월 7일) 또는 김겸왕(金鉗王)은 금관가야의 9대 왕이다. 시호는 숙왕(肅王)이다.

## 생애
김겸왕(金鉗王)이라고도 하기도 한다. 영명(永明) 10년에 즉위하였다. 통치는 30년으로, 정광(正光) 2년 4월 7일에 붕(崩) 하였다. 왕비는 각간(角干) 출충(出忠)의 딸 숙(淑)으로 구형왕(仇衡王)을 낳았다.

### 설화
김해 봉황대 설화에 의하면 겸지왕에게는 유민공주(流民公主)라는 외동딸이 있었는데, 잦은 신라의 공격에 큰공을 세운 황세(黃洗)장군을 "부마로 삼았으나 황세장군은 혼인 전 약혼한 여의(如意) 낭자가 혼인도 하지 않고 24세의 나이로 죽자 따라서 마음의 병을 얻어 죽었다. 한편 유민공주는 임호산(林虎山)에 들어가 수도에 정진하였다고 전하는데 그래서 임호산을 유민산이라고 부르기도 한다.

## 가계
- 부왕 : 질지왕(銍知王)
- 모후 : 방원부인(邦媛夫人)
  - 왕후 : 숙부인(淑夫人) - 출충(出忠)의 딸.
    - 장남 : 구형왕(仇衡王)
    - 차남 : 김탈지(金脫知), 이질금

| 전임 질지왕 | 제9대 가락국의 국왕 492년 10월 4일 ~ 521년 4월 7일 | 후임 구형왕 |

## 같이 보기
- 한국의 역사
- 가야
- 삼국 시대